# Copertura a quadrica
In geometria descrittiva la copertura a quadrica è una copertura la cui superficie è parte di una quadrica.
Le coperture a quadrica sono classificate a seconda della quadrica. Un caso degenere sono le coperture piane (a terrazzo o a falde).

## Applicazioni in architettura
La costruzione geometrica delle coperture a quadrica trova la sua principale applicazione in architettura, dove in particolare sono d'uso:
- La volta a botte: formata da una porzione di superficie conica. Nella maggior parte dei casi la volta a botte è formata da un semicilindro di rotazione ad asse orizzontale. In tal caso essa è detta volta a botte a tutto sesto.
  - Volta a schifo
- La volta a crociera: formata da due porzioni di coni quadrici incidenti aventi un ellissoide in comune. Di frequente la volta a crociera è formata da due semi cilindri di rotazione ad assi complanari ed orizzontali.
  - La volta a lunetta
  - La volta a padiglione
- La volta a cupola
  - La volta a vela